# Zimionki
Zimionki (en rus: Зимёнки) és un poble de l'óblast de Vladímir, a Rússia, segons el cens del 2012 tenia 995 habitants. Pertany al districte municipal de Múrom.